# Inmigración ecuatoguineana en España
La inmigración ecuatoguineana en España se refiere al asentamiento de ciudadanos de Guinea Ecuatorial, ya sea como país independiente o como ciudadanos de la antigua Guinea española en el Reino de España, antigua metrópoli del país africano.

## Antecedentes de la presencia ecuatoguineana en España
La presencia española en la actual Guinea Ecuatorial era bastante limitada antes del reparto de África contando solo con el dominio insular de la gobernación de Fernando Poo y Annobón y pequeñas plazas de control a lo largo de la costa de la región continental. Tras la Conferencia de Berlín, España pasaría a dominar formalmente el territorio que más tarde se convertiría en Guinea Ecuatorial, denominándose en ese momento la Guinea española.
Con el final de la Segunda Guerra Mundial y el comienzo de la Guerra Fría, se comenzó un proceso de descolonización aupado por las nuevas potencias mundiales, Estados Unidos y la Unión soviética que esperaban rebajar el poder de los antiguos imperios coloniales europeos y arrimar a su causa a las nuevas naciones del Mundo.
En el caso de España, su presencia en África era testimonial, contando con las regiones del Ifni, Sahara Occidental y la Guinea española. En el caso de esta última, el gobierno de la dictadura franquista llevó a cabo un proceso de provincialización del territorio para evitar que la consideración de colonia atrajese aires de descolonización. Así se creó la Provincia del Golfo de Guinea el 21 de agosto de 1956 por decreto del gobierno. En 1959 se aprobaría la Ley 46/1959, de 30 de julio sobre organización y régimen jurídico de las Provincias Africanas que dividiría la provincia del Golfo de Guinea en dos provincias al estilo de las provincias de la metrópoli: una insular (Provincia de Fernando Poo) y otra continental (Provincia de Río Muni).
Ya con esta organización, todos los ciudadanos de la Guinea española podían recibir el Documento nacional de identidad e incluso algunos emancipados pudieron trasladarse a la península ibérica para cursar estudios superiores en ciudades españolas, si bien ya habían existido algunos precedentes en la década de 1950.
Con la Independencia de Guinea Ecuatorial proclamada el día de la Raza de 1968 como parte del compromiso de la descolonización de África por parte de la dictadura de Francisco Franco y tras los resultados del referéndum de autonomía ecuatoguineano de 1963, las relaciones entre metrópoli y excolonia se fueron enfriando conforme avanzaba la dictadura de Francisco Macías Nguema en el nuevo país. Durante los primeros años, muchos emancipados ecuatoguineanos se exiliaron del país por la persecución del nuevo gobierno, acabando muchos de ellos en Canarias y Madrid.
Estos ciudadanos se convirtieron en apátridas, pues el gobierno franquista retiró la nacionalidad española a los ciudadanos de la excolonia en el momento de la independencia de esta. A su vez, el nuevo gobierno fue muy escéptico en la concesión de la nacionalidad a los ciudadanos de la colonia que se encontraban fuera de ella en el momento de la independencia.

## Tipos de inmigrantes ecuatoguineanos

### Terceras y cuartas generaciones
Como los primeros casos de inmigrantes de Guinea Ecuatorial a España comenzaron en la década de 1950, en la actualidad ya existen en España nietos y bisnietos de los ecuatoguineanos que se trasladaron a España, siendo estos en ocasiones ciudadanos españoles sin nacionalidad ecuatoguineana, completamente integrados en la sociedad española con ciertas raíces culturales de Guinea Ecuatorial.

### Exiliados
Desde el momento de la independencia de Guinea Ecuatorial, las nuevas autoridades fueron recelosas de la pequeña parte de la población que a sus ojos había sido más beneficiada en la época colonial, por lo que muchos de ellos tuvieron que exiliarse o se vieron forzosamente exiliados, como fue el caso de los estudiantes ecuatoguineanos en España, ya fuesen becados o no, en el momento de la independencia, los cuales vieron como su nacionalidad española era revocada y no se les concedió la ecuatoguineana. No sería hasta la deposición del poder de Francisco Macías que el nuevo gobierno de Teodoro Obiang daría la posibilidad en 1979 a varios de estos de obtener la nacionalidad ecuatoguineana si regresaban al país o, en casos excepcionales, a través de la embajada en Madrid. El año anterior, el segundo Gobierno Suárez, el ejecutivo formado para la legislatura constituyente de la Transición española, había reconocido la posibilidad a éstos de obtener la nacionalidad española, aspecto que fue utilizado por las autoridades del nuevo gobierno de Obiang para negar la obtención a ciertos opositores.
Los ataques a la población ecuatoguineana residente en España se han dado de manera recurrente por parte de miembros del ejecutivo del país africano especialmente en momentos de zozobra política, como respuesta a acusaciones de índole política o como exaltación de un patriotismo nacionalista. Uno de los últimos ataques fue protagonizado por el entonces segundo vicepresidente e hijo del dictador Teodoro Obiang Nguema, Teodorín Nguema Obiang, que a través de una publicación en la red social Facebook insinúo que a los ecuatoguineanos nacionalizados españoles y a los residentes en España se les podría privar de la nacionalidad ecuatoguineana si estos se sentían más españoles que ecuatoguineanos.

### Inmigración general
Al igual que otros países africanos emisores de emigrantes económicos, Guinea Ecuatorial ha sido desde su independencia un país que ha visto a sus ciudadanos emigrar a países más prósperos para intentar obtener una mejora en la calidad de vida que la delicada economía nacional no permitía, siendo un país de pocos recursos hasta la mitad de la década del 2000.
Aun con las mejoras recientes, Guinea Ecuatorial sigue teniendo un saldo negativo en el flujo migratorio y sigue contando con unos 130.000 habitantes emigrados en el exterior, de los cuales se calcula que unos 20 o 25.000 estarían en España (18-19 %).
A diferencia de otros países africanos emisores de un gran número de emigrantes económicos, la distribución de género de los emigrantes ecuatoguineanos no es principalmente masculina, siendo mucho más pareja con un 53,5 % de hombre emigrantes y un 46,5 % de mujeres emigrantes.

## Estadísticas
Gráfica del censo oficial de población ecuatoguineana residente en España (sólo incluye ciudadanos con pasaporte ecuatoguineano con permiso de trabajo en España. No incluye apátridas, nacionalizados ni otras circunstancias):
| Gráfica de evolución de Inmigración ecuatoguineana en España entre 2000 y 2022 |
|                                                                                |
| Datos del INE a 1 de enero de cada año.                                        |